# 尼科·科瓦奇
尼高·高華（1971年10月15日—），是一名克罗地亚主教練和退役职业足球运动员，現任德甲球隊多蒙特主教練，前克罗地亚国家队队长。在球场上他司职防守型中场，以抢截和传球技术而著称。他和弟弟罗伯特·科瓦奇都出生于德国柏林，父母是从前南斯拉夫到西德打工的克罗地亚人。科瓦奇十七岁时为柏林本地的球队效力，之后被柏林赫塔签入，之后的职业生涯中曾效力于多家德甲俱乐部。

## 球員生涯
科瓦奇于1996年12月11日首次代表克罗地亚国家队上场，但是他却因伤错过了1998年世界杯而无缘铜牌。2004年欧锦赛后，他成为国家队队长，并率队打入并参加了2006年世界杯和2008年欧锦赛，是中场重要球员。

## 執教生涯
2013年10月17日，克罗地亚足協任命尼高·高華為克罗地亚国家队新領隊，合約為期三年至2016年歐洲國家盃決賽週為止。

### 拜仁慕尼黑
2018年7月1日尼科·科瓦奇正式出任拜仁慕尼黑主教练，合约为期三年。执教拜仁慕尼黑的首个赛季，科瓦奇率队夺得德甲联赛和德国杯双冠王，他本人也成为球员时代和教练时代都在德国夺得双冠王的第一人。此外，他还率队夺得2018年、2019年两届德国超级杯。
2019-2020赛季，拜仁慕尼黑开局不利，前十场德甲联赛仅取得5胜3平2负，在积分榜上排名第四，落后榜首门兴格拉德巴赫4分；球队在联赛失16球，是失球第七多的球队。11月2日，联赛第10轮拜仁慕尼黑客场1比5惨败于法兰克福后，科瓦奇辞职，並與其担任助教的弟弟罗伯特·科瓦奇一同離開球會。
在科瓦奇離隊的前一周，10月29日的第9輪聯賽，拜仁在主場也僅以2比1驚險擊敗剛升級的柏林聯隊。他在賽後記者會上表示：「我們要老實面對我們現有的陣容，利物浦（上個賽季於歐冠十六強擊敗拜仁，最後贏下冠軍）在英超的表現顯示了要贏得歐冠必須要有的水準、以及對應的球員。好比一台上限是時速一百公里的車，即使是在沒有速限的高速公路上，也達不到時速兩百公里的」。結果，在他離隊後，由助理教練臨時升格為教練的弗利克接手後，拜仁的表現突飛猛進，在剩下的賽季裡所向披靡，以同樣的陣容完成了六冠王的偉業、甚至是史上第一支在歐冠全勝封王的隊伍。於是科瓦奇在離隊前的這段言論，使他近年來成為歐洲球壇不斷揶揄的對象。

### 多特蒙德
2025年1月30日，多蒙特官方宣佈，科瓦奇出任多特蒙德主教練，取代紐尼·沙軒，合約有效期至2026年6月。